# Calamus mu
Calamus mu és un peix teleosti de la família dels espàrids i de l'ordre dels perciformes.

## Morfologia
Pot arribar als 26,5 cm de llargària total.

## Distribució geogràfica
Es troba a les costes de l'Atlàntic sud-occidental: és una espècie de peix endèmica del sud-est del Brasil.